# Anomis patagiata
Anomis patagiata là một loài bướm đêm trong họ Erebidae.